# KASABUTA
「KASABUTA」は、Party Rocketsのメジャー5枚目のシングル。
2014年8月27日にROCKET BEATSから発売。

## 概要
KASABUTA
- 2014年7月7日、Party Rockets 月曜定期公演「パティロケのRockin’ Monday！」 Vol.1にて初披露。[3]
- 「Party Rockets本来のロックに乗せて、大人でも子供でもない私たちの年代のリアルな心の叫びを歌った曲です」[3]
- 2014年8月15日、パティロケチャンネルにてMV公開。

アゲハ今
- 2014年8月9日、「Party Rockets ワンマンライブ ～スタートライン～」にて初披露。

RAINBOW!
- 2013年3月4日、「Akasaka Fantasista vol.29 Party Rockets edition!!」にて初披露。

REVOLUTION
- 2012年10月14日、「Party Rockets 東京ワンマン LIVE」にて初披露。

## 収録曲

### Type A
CD
1. KASABUTA
（作詞：吉水孝之、作曲・編曲：三宅英明）
2. アゲハ今
（作詞：吉水孝之、作曲・編曲：三宅英明）
3. KASABUTA (Instrumental)
4. アゲハ今 (Instrumental)

### Type B
CD
1. KASABUTA
2. RAINBOW!
（作詞：吉水孝之、作曲・編曲：三宅英明）
3. KASABUTA (Instrumental)
4. RAINBOW! (Instrumental)

### Type C
CD
1. KASABUTA
2. REVOLUTION
（作詞：吉水孝之、作曲：雪菜、編曲：石井徳一）
3. KASABUTA (Instrumental)
4. REVOLUTION (Instrumental)

## 特典
初回封入特典 (各Type)
- 生写真1枚ランダム封入 (全4種、内1種は枚数薄のレアカード)